# Alisa Reyes
Alisa Reyes (Nova Iorque, 3 de Fevereiro de 1981) é uma atriz e ex-modelo estadunidense, descendente de caribenhos, italianos, israelenses e dominicanos, mais conhecida por seus trabalhos em One World e The Proud Family.
Outras aparições notáveis em séries de televisão incluem Six Feet Under, NYPD Blue, Boston Public, Strong Medicine e Passions. No cinema, ela conseguiu apenas papéis em filmes de baixo orçamento, que não alcançaram grande sucesso.

## Filmografia

### Televisão
- 2006 Without a Trace como Angelina Torres
- 2005 Cuts como Monica
- 2005 The Proud Family como LaCienega Boulevardez
- 2004 Six Feet Under como Julie
- 2003 Passions como Kelly
- 2002 Boston Public como Trina Sanchez
- 2002 NYPD Blue como Luisa Salazar
- 2002 American Family como Vangie Gonzalez
- 2002 The Bold and the Beautiful como Ginger
- 2001 Spyder Games como Rocio Conejo
- 2001 One World como Marci Blake
- 2000 Strong Medicine como Sonia

### Cinema
- 2009 4-Bidden como Sydney
- 2009 DaZe: Vol. Too (sic) - NonSeNse como Amy
- 2009 Contradictions of the Heart como Ellen
- 2008 Dutch como Venus
- 2005 Freezerburn como Angie
- 2004 A Sight for Sore Eyes como Laura Sanchez
- 2003 Pledge of Allegiance como Rachel

## Prêmios
| Ano  | Premiação        | Categoria                                 | Indicado(s) | Resultado |
| ---- | ---------------- | ----------------------------------------- | ----------- | --------- |
| 2000 | YoungStar Awards | Melhor atriz em uma série infanto-juvenil | Alisa Reyes | Indicado  |
| 1999 | YoungStar Awards | Melhor atriz em uma série infanto-juvenil | Alisa Reyes | Vencedor  |